# Кроналла-Сазерленд Шаркс
.
«Кроналла-Сазерленд Шаркс» (англ. Cronulla-Sutherland Sharks — «акулы Кроналлы-Сазерленда») — австралийская профессиональная команда по регбилиг (регби-13), выступающая в Национальной регбийной лиге. Клуб базируется на территории Сазерленд-Шир к югу от Сиднея и проводит домашние матчи на арене «Индевор Филд» (альтернативное название — «Шарк Парк», вместимость — 22 500).
Команда была создана в 1963 году под названием «Кроналла-Керингба», а с 1967 года коллектив играл в чемпионате Нового Южного Уэльса, предшественнике НРЛ. Выступая в турнире уже более сорока лет и трижды выходя в финал, «акулы» ни разу не становились чемпионами. Тем не менее, в 1988 и 1999 годах клуб выигрывал регулярную стадию чемпионата. Нынешним главными тренером «акул» является Шейн Фленаган, капитанской повязкой обладает Пол Галлен.

## Бренд
Первый сезон на высшем уровне команда провела в иссиня-зелёных регбийках с белой V-образной стрелкой, дизайн был позаимствован у Сёрферского клуба Кроналлы. До этого игроки выступали в коричнево-золотых регбийках. Через некоторое время иссиня-зелёный, дополняемый чёрным и белым цветами, был изменён на голубой с применением серых элементов.
Прозвище «акулы» клуб приобрёл не сразу. В течение первых сезонов на эмблеме команды изображался корабль «Индевор» Джеймса Кука. Утверждается, что глава команды предлагал в качестве официального прозвища вариант «львы», в то время как капитан Кен Кирни рекомендовал остановиться на «акулах».
С конца семидесятых до окончания века «Шаркс» использовали чёрную круглую эмблему с синей акулой в центре. В 1997 году, после скандала о телеправах в лиге был принят логотип с синей звездой и белой акулой. В 1999—2002 годах команда для краткости именовалась просто «Шаркс», затем было возвращено традиционное название, используемое и сейчас.
- Эволюция эмблемы клуба
- 1978—1997
- 1998—2003
- н.в.

## Игроки

### Текущий состав
Обновление: 27 октября 2011 года.
Главный тренер: Шейн Фленаган.

### Капитаны клуба
| - Монти Портер (1967) - Уоррен Райан (1968) - Ноэль Торнтон (1968—1969) - Грэм Уилсон (1969—1970) - Джордж Тейлфорт (1970) - Том Бишоп (1970—1971, 1973) - Кевин Хоган (1971) - Рон Тёрнер (1971) - Грег Пирс (1971—1980) - Кен Мэддисон (1972, 1974) - Клифф Уотсон (1972—1973) - Джон Магуайр (1974—1975, 1977) | - Роджер Миллуорд (1976) - Джон Макмартин (1977) - Стив Роджерс (1978—1982) - Дейн Соренсен (1982) - Гевин Миллер (1983, 1991—1992) - Дэвид Хетч (1984—1990) - Грег Никсон (1984) - Дэн Стейнс (1992—1994) - Марк Макгоу (1992) - Эндрю Этиингсхаусен (1992, 1995—2000) - Дэнни Ли (1994) - Митч Хили (1995—1998, 2000) | - Лес Дэвидсон (1996) - Дэвид Пичи (1998, 2000—2005) - Джейсон Стивенс (2000—2002) - Эндрю Пирс (2000) - Крис Битти (2002) - Бретт Кимморли (2002—2007) - Пол Галлен (2007—2009, 2010—н. в.) - Грег Бёрд (2008) - Трент Барретт (2009—2010) - Люк Ковелл (2009) - Люк Дуглас (2009—2010) |

### Обладатели наград
- Медаль Дэлли М:
  - Стив Роджерс (1981)
  - Гевин Миллер (1988, 1989)
  - Престон Кэмпбелл (2001)
- Медаль Ротманса
  - Терри Хьюз (1968)
  - Кен Мэддисон (1973)
  - Стив Роджерс (1975)
  - Барри Расселл (1988)
  - Гевин Миллер (1989)
  - Пол Грин (1995)
- Игрок года
  - Дэвид Пичи (1997, 1999, 2001)
  - Дэнни Натли (2005)
  - Грег Бёрд (2006)
  - Пол Галлен (2007—2010)

## Тренеры
- Кен Кирни (1967—1969)
- Томми Бишоп (1970—1973, 1980)
- Ноэль Торнтон (1974)
- Джонни Рейпер (1975—1976)
- Тед Глоссоп (1977)
- Норм Провен (1978—1979)
- Грег Пирс (1981—1982)
- Терри Фернли (1983—1984)
- Джек Гибсон (1985—1987)
- Аллан Фицгиббон (1988—1991)
- Артур Битсон (1992—1993)
- Джон Ленг (1994—2001)
- Крис Андерсон (2002—2003)
- Стюарт Рейпер (2004—2006)
- Рики Стюарт (2007—2010)
- Шейн Фленаган (2010—н. в.)

## Статистика и рекорды

### За карьеру
Игры
- Эндрю Эттингсхаусен: 328
- Дэвид Пичи: 232
- Митч Хили: 223
- Дейн Соренсен: 216
- Дэнни Ли: 212

Очки
- Стив Роджерс: 1255
- Мэт Роджерс: 1112
- Люк Ковелл: 948
- Эндрю Эттингсхаусен: 662
- Барри Эндрюс: 657

Попытки
- Эндрю Эттингсхаусен: 165
- Дэвид Пичи: 110
- Стив Роджерс: 82
- Барри Эндрюс: 75
- Рэй Коркорен: 63

### За сезон
Очки
- Бретт Кимморли (2002): 251
- Мэт Роджерс (2000): 212
- Люк Ковелл (2008): 206
- Джордж Тейлфорт (1970): 202
- Мэт Роджерс (1997): 196

Попытки
- Дэвид Пичи (1999): 19
- Эндрю Эттингсхаусен (1994): 18
- Бретт Хоуленд (1999): 18
- Престон Кэмпбелл (2001): 17
- Эндрю Эттингсхаусен (1988): 17
- Крис Гарднер (1983): 17
- Дэвид Пичи (2002): 17

### За матч
Очки
- Бретт Кимморли (2002): 28, «Ньюкасл»
- Стив Роджерс (1977): 26, «Уэстс Тайгерс»
- Мэт Роджерс (2000:) 26, «Ньюкасл»
- Тодд Кэрни (2012): 25, «Уорриорз»
- Стив Роджерс (1980): 24, «Балмейн»
- Джордж Тейлфорт (1969): 24, «Кентербери-Бэнкстаун»

Попытки
- Эндрю Эттингсхаусен (1989): 5, «Иллаварра»
- Эндрю Эттингсхаусен (1994): 5, «Рэббитоуз»
- Мэт Роджерс (1995): 4, «Ньюкасл»

## Комментарии
1. ↑  В переводе с английского — «акулки».
2. ↑  В переводе с английского — «графство».
3. ↑  Полное название юридического лица — Cronulla Sutherland District Rugby League Football Club Ltd.